# Erődítmény

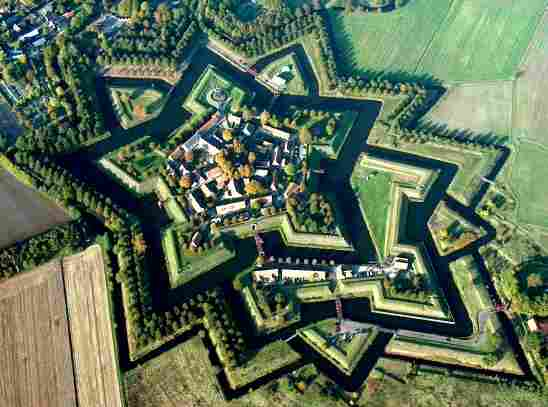
Bourtange csillag alakú erődítményrendszere, melyet rekonstruáltak és 1750 körüli állapotára állítottak vissza. Groningen (tartomány), Hollandia.

Az erődítmény katonai terminológiában használt formájában az erődítési építmények kifejezés védelmi célból épített nagy védőképességű, tartós vagy ideiglenes erődítési célú építményt, építménycsoportot vagy nagyobb erődök rendszerét jelenti.
Például ide sorolható az egyszerű géppuskás vasbeton építmény, a kiépített lövészárokrendszer, de erődítmény egy több erődöt, páncélkupolát, föld alatti összekötő utat, óvóhelyet és raktárakat magába foglaló erődtámpont is. Rendszerezését tekintve lehetnek tüzelőállások, fedezékek, óvóhelyek, vezetési építmények, logisztikai, és egészségügyi létesítmények.

## Erőd

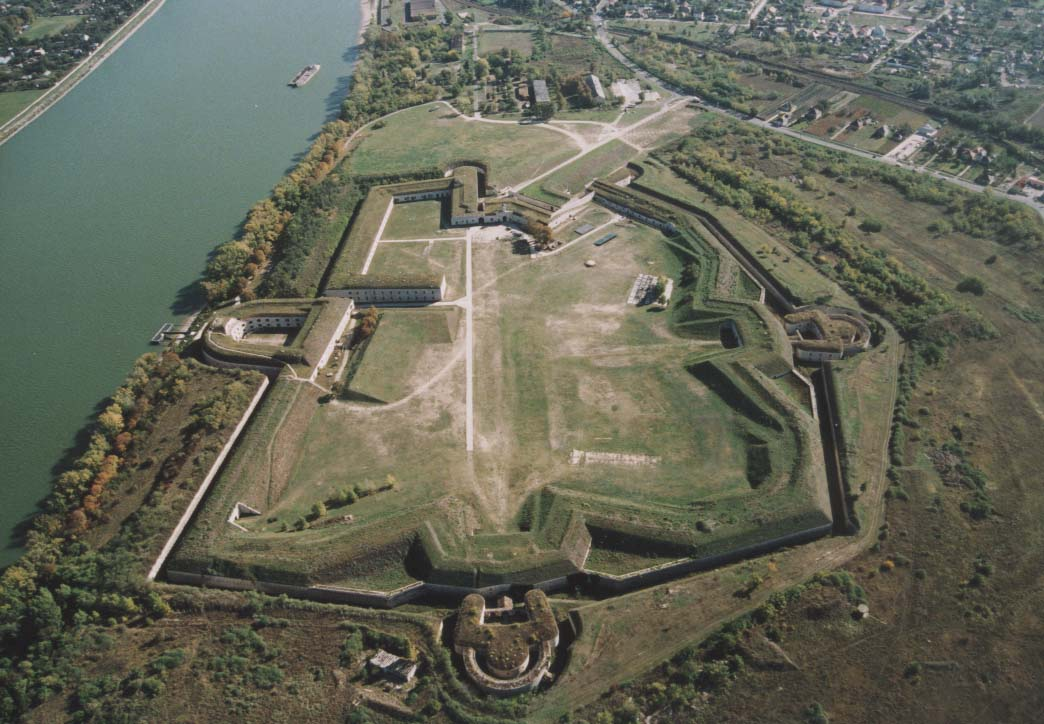
Légifelvétel a Komárom melletti monostori erődről

Az erőd kisebb létszámú védősereg számára épített önálló, azaz várral, vagy erődített hadállással erődítészetileg össze nem kötött, minden oldal felé megvédhető vár.
Megkülönböztethetünk várerődöket, amelyek valamely várnak kiegészítő részei, záró erődöket, melyek adott szorost zárnak el, parti erődöket, melyek feladata a tenger felőli támadások kivédése, vértezett erődöket, melyeknek az ellenség által lőhető részei acélvértekkel vannak befedve valamint torony-erődöket, melyeknek fő alkotórésze a vértekből alkotott kupolaszerű, többnyire gépezettel forgatható torony, melyben két igen nagy löveg van elhelyezve.